# Фенуйе-дю-Разес
Фенуйе́-дю-Разе́с (фр. Fenouillet-du-Razès) — коммуна во Франции, находится в регионе Лангедок — Руссильон. Департамент коммуны — Од. Входит в состав кантона Алень. Округ коммуны — Лиму.
Код INSEE коммуны — 11139.

## Население
Население коммуны на 2008 год составляло 88 человек.
| 1962 | 1968 | 1975 | 1982 | 1990 | 1999 | 2008 |
| ---- | ---- | ---- | ---- | ---- | ---- | ---- |
| 151  | 145  | 115  | 97   | 87   | 80   | 88   |

## Экономика
В 2007 году среди 58 человек в трудоспособном возрасте (15—64 лет) 35 были активными, 23 — неактивными (показатель активности — 60,3 %, в 1999 году было 72,9 %). Из 35 активных работали 33 человека (15 мужчин и 18 женщин), безработных было 2 (1 мужчина и 1 женщина). Среди 23 неактивных 3 человека были учениками или студентами, 12 — пенсионерами, 8 были неактивными по другим причинам.